# Goodnight Soldier
Goodnight Soldier est un film franco-irakien réalisé par Hiner Saleem, sorti en 2022.

## Fiche technique
- Titre : Goodnight Soldier
- Réalisation : Hiner Saleem
- Sécénario : Hiner Saleem et Véronique Wüthrich
- Producteurs : Marc Bordure, Robert Guédiguian, Hiner Saleem
- Musique : Pascal Lafa
- Durée : 97 minutes
- Date de sortie : France : 29 juin 2022

## Distribution
- Galyar Nerway : Avdal
- Dilin Doger : Ziné
- Alend Hazim : Mére de Ziné
- Barzan Shaswar : Resul
- Bakir Marof : Shero
- Shadyana Moradi : Çimen
- Lila Gürmen : Miryem
- Rekish Shahbaz : Waysi
- Omar Tovi : Ismet
- Bengin Ali : le docteur

## Accueil
Pour Marianne, « Ce film confirme l’audace d’un metteur en scène qui, depuis ses débuts, évoque les blessures de son pays natal en privilégiant l’insolence et l’humour. ».
Néanmoins, Goodnight Soldier reçoit un accueil plutôt moyen, le site Allociné lui donne une moyenne de 2,9/5 pour 12 titres de presse.